# 劉咸炘
劉咸炘（1897年1月3日—1932年8月9日），字鑒泉，別號宥齋，四川雙流人。中国史學家、文獻學家和書法家。
出生於儒學世家，曾祖父劉汝欽，祖劉沅，父劉梖文。劉咸炘初受從兄劉咸滎學，改由其父教讀，父死，又改從兄劉咸焌。1916年開始於尚友書塾講學十餘年，又曾任成都大學、四川大學教授。1932年8月9日病逝，年仅36岁。一生著甚豐，成書四百餘卷，總名為《推十書》。
- 嚴壽澂：〈劉咸炘諸子學簡論 （页面存档备份，存于）〉。